# Gastrohoplus mirabilis
Gastrohoplus mirabilis är en skalbaggsart som beskrevs av Moser 1921. Gastrohoplus mirabilis ingår i släktet Gastrohoplus och familjen Melolonthidae. Inga underarter finns listade i Catalogue of Life.